# Thập niên 1400
Thập niên 1400 là thập niên diễn ra từ năm 1400 đến 1409.